# Jean Pinsello
Jean Pinsello (* 8. Juni 1953 in Saint-Égrève) ist ein ehemaliger französischer Radrennfahrer und nationaler Meister im Radsport.

## Sportliche Laufbahn
Pinsello war im Bahnradsport und im Straßenradsport aktiv. Seine Spezialdisziplin war das Steherrennen. Er hatte seinen bedeutendsten sportlichen Erfolg mit dem Gewinn der Bronzemedaille im Steherrennen der Amateure bei den Bahnradsport-Weltmeisterschaften 1975. Den Titel holte Gaby Minneboo aus den Niederlanden.
Die nationale Meisterschaft im Steherrennen gewann er 1975 und 1976. Auf der Straße wurde er 1975 Dritter im Grand Prix d’Issoire. Er startete für die Vereine „A.S. Grenoble“ und Athletic Club de Boulogne-Billancourt. 
1977 und 1978 fuhr er als Berufsfahrer im Radsportteam Lejeune–BP, blieb als Profi aber ohne Erfolge.